# Устина (Малинен)
Устина  (Малинен) — историческая местность на территории Вытегорского района Вологодской области России. До упразднения уездно-губернского деления селение Вытегорского уезда Олонецкой губернии. В селении находилось волостное правление Бадожской волости. Входило в состав Антинского общества Бадожской волости. Ныне территория села Анненский Мост

## Название
А. А. Макарова (Уральский федеральный университет) отмечает, что в Бадожской волости были характерны двойные названия деревень. Частично названия, восходят к прибалтийско-финским антропонимам (Таршина, Малинен):87-88

## География
Находилась при Мариинском канале, оз. Конецком. Уездный город Вытегра располагался в 52,5 верстах; до ближайшего населённого пункта 0,25 версты.

## Население
К 1873 году число дворов — 2; число жителей 8, по 4 мужчины и женщины.
К 1905 году население состояло из 6 крестьян и 2 крестьянок, всего 8 человек. Они составляли 2 семьи в 2 домах.

## Инфраструктура
Расстояние до школы — 0,5 версты.

## Транспорт
До пароходной пристани — 0,25 версты.